# Ottrau
Ottrau est une municipalité allemande située dans l'arrondissement de Schwalm-Eder et dans le land de la Hesse. Elle se trouve à 10 km au nord-est d'Alsfeld.